# WORLD TAG LEAGUE
WORLD TAG LEAGUE（ワールド・タッグ・リーグ）は、新日本プロレスが主催しているヘビー級選手によるタッグリーグ戦。
1991年から1998年まではSUPER GRADE TAG LEAGUE（スーパー・グレード・タッグ・リーグ）、1999年から2011年まではG1 TAG LEAGUE（ジーワン・タッグ・リーグ）の名称で開催されて2012年から現在の名称に改称された。

## 歴代優勝者

### SUPER GRADE TAG LEAGUE
| 回                              | 優勝者 準優勝者 | 出場者 |
| ------------------------------- | --- | --- |
| 第1回 （1991年）                | 藤波辰爾&ビッグバン・ベイダー | 藤波辰爾&ビッグバン・ベイダー、長州力&マサ斎藤、蝶野正洋&クラッシャー・バンバン・ビガロ、橋本真也&スコット・ノートン、武藤敬司&馳浩、タイガー・ジェット・シン＆キム・ドク、グレート・コキーナ&ワイルド・サモアン                                                                               |
| 第1回 （1991年）                | 長州力&マサ斎藤 | 藤波辰爾&ビッグバン・ベイダー、長州力&マサ斎藤、蝶野正洋&クラッシャー・バンバン・ビガロ、橋本真也&スコット・ノートン、武藤敬司&馳浩、タイガー・ジェット・シン＆キム・ドク、グレート・コキーナ&ワイルド・サモアン                                                                               |
| 第1回 （1991年）                | 新日本にとっては4年ぶりのタッグリーグ戦。当時は秋の開催で、テレビはゴルフが集中して開催されたため、深夜枠に移動するまで全戦中継が無かった。決勝戦は10.13幕張メッセ（プロレスこけら落とし興行）。 | |
| 第2回 （1992年）                | 長州力&橋本真也 | 長州力&橋本真也、馳浩&佐々木健介、蝶野正洋&トニー・ホーム、武藤敬司&クラッシャー・バンバン・ビガロ、スーパー・ストロング・マシン&スコット・ノートン、藤波辰爾&中西学、Zマン&ジム・ナイドハート                                                                                                 |
| 第2回 （1992年）                | 馳浩&佐々木健介 | 長州力&橋本真也、馳浩&佐々木健介、蝶野正洋&トニー・ホーム、武藤敬司&クラッシャー・バンバン・ビガロ、スーパー・ストロング・マシン&スコット・ノートン、藤波辰爾&中西学、Zマン&ジム・ナイドハート                                                                                                 |
| 第2回 （1992年）                | 決勝戦は10.21浜松アリーナ。藤波のパートナーとして中西が大抜擢を受けてタッグリーグでのデビューとなった。                                                                                          | |
| 第3回 （1993年）                | 武藤敬司&馳浩 | 武藤敬司&馳浩、スコット・ノートン&ヘラクレス・ヘルナンデス、橋本真也&蝶野正洋、藤波辰爾&木戸修、ホーク・ウォリアー&パワー・ウォリアー、越中詩郎&小原道由、野上彰&飯塚孝之、マサ斉藤&ザ・バーバリアン、獣神サンダー・ライガー&ワイルド・ペガサス、ブラッド・アームストロング&ショーン・ロイヤル |
| 第3回 （1993年）                | スコット・ノートン&ヘラクレス・ヘルナンデス | 武藤敬司&馳浩、スコット・ノートン&ヘラクレス・ヘルナンデス、橋本真也&蝶野正洋、藤波辰爾&木戸修、ホーク・ウォリアー&パワー・ウォリアー、越中詩郎&小原道由、野上彰&飯塚孝之、マサ斉藤&ザ・バーバリアン、獣神サンダー・ライガー&ワイルド・ペガサス、ブラッド・アームストロング&ショーン・ロイヤル |
| 第3回 （1993年）                | 連勝中のヘルレイザーズが初参戦するも、怪我により優勝を逃す。 | |
| 第4回 （1994年）                | 武藤敬司&馳浩 | 武藤敬司&馳浩、蝶野正洋&スーパー・ストロング・マシン、ホーク・ウォリアー&パワー・ウォリアー、藤波辰爾&藤原喜明、スコット・ノートン&木戸修、橋本真也&中西学、長州力&谷津嘉章、野上彰&飯塚孝之、マイク・イーノス&ロード・スティーブン・リーガル、ネイルズ&ロン・シモンズ                         |
| 第4回 （1994年）                | 蝶野正洋&スーパー・ストロング・マシン | 武藤敬司&馳浩、蝶野正洋&スーパー・ストロング・マシン、ホーク・ウォリアー&パワー・ウォリアー、藤波辰爾&藤原喜明、スコット・ノートン&木戸修、橋本真也&中西学、長州力&谷津嘉章、野上彰&飯塚孝之、マイク・イーノス&ロード・スティーブン・リーガル、ネイルズ&ロン・シモンズ                         |
| 第4回 （1994年）                | 開幕前から不仲だった蝶野＆マシン組が決勝戦で遂に仲間割れ。マイクをとったマシンがマスクを脱いで「しょっぱい試合してすいません！」と頭を下げて次シリーズから素顔の平田淳嗣となった。               | |
| ジュニアヘビー級部門 （1994年） | 大谷晋二郎&ワイルド・ペガサス | 大谷晋二郎&ワイルド・ペガサス、ブラック・タイガー&ザ・グレート・サスケ、グラン浜田&保永昇男、ディーン・マレンコ&石澤常光、エル・サムライ&フライング・スコーピオ、石川雄規&船木勝一、スペル・デルフィン&TAKAみちのく、茂木正淑&神風                                                             |
| ジュニアヘビー級部門 （1994年） | ザ・グレート・サスケ&ブラック・タイガー | 大谷晋二郎&ワイルド・ペガサス、ブラック・タイガー&ザ・グレート・サスケ、グラン浜田&保永昇男、ディーン・マレンコ&石澤常光、エル・サムライ&フライング・スコーピオ、石川雄規&船木勝一、スペル・デルフィン&TAKAみちのく、茂木正淑&神風                                                             |
| ジュニアヘビー級部門 （1994年） | 初のジュニアヘビー級選手による「SUPER Jr. TAG LEAGUE（スーパー・ジュニア・タッグ・リーグ）」が開催された。                                                                                       | |
| 第5回 （1995年）                | 蝶野正洋&天山広吉 | 蝶野正洋&天山広吉、木戸修&山崎一夫、橋本真也&平田淳嗣、武藤敬司&西村修、越中詩郎&後藤達俊、マサ斉藤&佐々木健介、野上彰&飯塚孝之 |
| 第5回 （1995年）                | 木戸修&山崎一夫 | 蝶野正洋&天山広吉、木戸修&山崎一夫、橋本真也&平田淳嗣、武藤敬司&西村修、越中詩郎&後藤達俊、マサ斉藤&佐々木健介、野上彰&飯塚孝之 |
| 第5回 （1995年）                | 蝶野＆天山組が優勝したが、蝶野は週刊プロレスの記者に対して、「オレ達の優勝を祝わんかい!オラ、エーッ!」とにらませながらインタビューで叫んでいた。                                                 | |
| 第6回 （1996年）                | 橋本真也&スコット・ノートン | 橋本真也&スコット・ノートン、武藤敬司&リック・スタイナー、長州力&佐々木健介、藤波辰爾&越中詩郎、蝶野正洋&天山広吉、山崎一夫&飯塚高史、小島聡&中西学、ロード・スティーブン・リーガル&デイブ・テイラー                                                                                           |
| 第6回 （1996年）                | 武藤敬司&リック・スタイナー | 橋本真也&スコット・ノートン、武藤敬司&リック・スタイナー、長州力&佐々木健介、藤波辰爾&越中詩郎、蝶野正洋&天山広吉、山崎一夫&飯塚高史、小島聡&中西学、ロード・スティーブン・リーガル&デイブ・テイラー                                                                                           |
| 第6回 （1996年）                | 16選手8組による1ブロック・リーグ戦。 | |
| 第7回 （1997年）                | 武藤敬司&蝶野正洋 | 武藤敬司&蝶野正洋、橋本真也&中西学、佐々木健介&山崎一夫、小島聡&安田忠夫、藤波辰爾&木村健悟、天山広吉&nWoスティング、後藤達俊&小原道由、ケニー・カオス&ロビー・レイジ |
| 第7回 （1997年）                | 橋本真也&中西学 | 武藤敬司&蝶野正洋、橋本真也&中西学、佐々木健介&山崎一夫、小島聡&安田忠夫、藤波辰爾&木村健悟、天山広吉&nWoスティング、後藤達俊&小原道由、ケニー・カオス&ロビー・レイジ |
| 第7回 （1997年）                | 16選手8組による1ブロック・リーグ戦。 | |
| 第8回 （1998年）                | 武藤敬司&小島聡 | 武藤敬司&小島聡、藤波辰爾&橋本真也、佐々木健介&山崎一夫、中西学&永田裕志、天龍源一郎&越中詩郎、天山広吉&nWoスティング、デイブ・フィンレー&ジェリー・フリン |
| 第8回 （1998年）                | 藤波辰爾&橋本真也 | 武藤敬司&小島聡、藤波辰爾&橋本真也、佐々木健介&山崎一夫、中西学&永田裕志、天龍源一郎&越中詩郎、天山広吉&nWoスティング、デイブ・フィンレー&ジェリー・フリン |
| 第8回 （1998年）                | 14選手7組による1ブロック・リーグ戦 この年を最後に「SUPER GRADE TAG LEAGUE」が終了した。 | |

### G1 TAG LEAGUE
| 回                | 優勝者 準優勝者 | 出場者 |
| ----------------- | --- | --- |
| 第1回 （1999年）  | 武藤敬司&スコット・ノートン | 武藤敬司&スコット・ノートン、天山広吉&小島聡、橋本真也&ミング、越中詩郎&平田淳嗣、後藤達俊&小原道由、永田裕志&中西学、蝶野正洋&ドン・フライ、飯塚高史&ブライアン・ジョンストン、佐々木健介&藤田和之 |
| 第1回 （1999年）  | 永田裕志&中西学 | 武藤敬司&スコット・ノートン、天山広吉&小島聡、橋本真也&ミング、越中詩郎&平田淳嗣、後藤達俊&小原道由、永田裕志&中西学、蝶野正洋&ドン・フライ、飯塚高史&ブライアン・ジョンストン、佐々木健介&藤田和之 |
| 第1回 （1999年）  | この年から「G1 TAG LEAGUE」として改めて第1回として開催 18選手9組による1ブロック・リーグ戦で開催 。優勝戦は9・23日本武道館。                                                                 | |
| 第2回 （2000年）  | 永田裕志&飯塚高史 | 蝶野正洋&スコット・ノートン、永田裕志&飯塚高史、中西学&吉江豊、佐々木健介&越中詩郎、天山広吉&小島聡、スーパー・ストロング・マシン&獣神サンダー・ライガー、T2000マシン1号&T2000マシン2号 |
| 第2回 （2000年）  | 天山広吉&小島聡 | 蝶野正洋&スコット・ノートン、永田裕志&飯塚高史、中西学&吉江豊、佐々木健介&越中詩郎、天山広吉&小島聡、スーパー・ストロング・マシン&獣神サンダー・ライガー、T2000マシン1号&T2000マシン2号 |
| 第2回 （2000年）  | 14選手7組による1ブロック・リーグ戦で開催。 | |
| 第3回 （2001年）  | 天山広吉&小島聡 | 天山広吉&小島聡、永田裕志&中西学、佐々木健介&ダン・デバイン、西村修&獣神サンダー・ライガー、鈴木健三&棚橋弘至、蝶野正洋&ジャイアント・シルバ、スコット・ノートン&スーパーJ、ジム・スティール&マイク・バートン |
| 第3回 （2001年）  | ジム・スティール&マイク・バートン | 天山広吉&小島聡、永田裕志&中西学、佐々木健介&ダン・デバイン、西村修&獣神サンダー・ライガー、鈴木健三&棚橋弘至、蝶野正洋&ジャイアント・シルバ、スコット・ノートン&スーパーJ、ジム・スティール&マイク・バートン |
| 第3回 （2001年）  | 16選手8組による1ブロック・リーグ戦で開催。 | |
| 第4回 （2003年）  | 天山広吉&西村修 | 天山広吉&西村修、蝶野正洋&獣神サンダー・ライガー、永田裕志&中西学、棚橋弘至&吉江豊、中邑真輔&ブルー・ウルフ、安田忠夫&魔界1号、ジム・スティール&マイク・バートン、高山善廣&TOA |
| 第4回 （2003年）  | 高山善廣&TOA | 天山広吉&西村修、蝶野正洋&獣神サンダー・ライガー、永田裕志&中西学、棚橋弘至&吉江豊、中邑真輔&ブルー・ウルフ、安田忠夫&魔界1号、ジム・スティール&マイク・バートン、高山善廣&TOA |
| 第4回 （2003年）  | 16選手8組による1ブロック・リーグ戦で2年振りに開催。 | |
| 第5回 （2006年）  | 蝶野正洋&中邑真輔 | A：棚橋弘至&金本浩二、ジャイアント・バーナード&トラヴィス・トムコ、天山広吉&獣神サンダー・ライガー、中西学&山本尚史、矢野通&石井智宏 B：蝶野正洋&中邑真輔、永田裕志&飯塚高史、長州力&曙、邪道&外道、越中詩郎&真壁刀義 |
| 第5回 （2006年）  | 棚橋弘至&金本浩二 | A：棚橋弘至&金本浩二、ジャイアント・バーナード&トラヴィス・トムコ、天山広吉&獣神サンダー・ライガー、中西学&山本尚史、矢野通&石井智宏 B：蝶野正洋&中邑真輔、永田裕志&飯塚高史、長州力&曙、邪道&外道、越中詩郎&真壁刀義 |
| 第5回 （2006年）  | 20選手10組による2ブロック・リーグ戦＋決勝トーナメントで3年振りに開催。 | |
| 第6回 （2007年）  | ジャイアント・バーナード&トラヴィス・トムコ | 棚橋弘至&金本浩二、永田裕志&中西学、飯塚高史&山本尚史、蝶野正洋&曙、後藤洋央紀&ミラノコレクションA.T.、真壁刀義&矢野通、邪道&外道、ジャイアント・バーナード&トラヴィス・トムコ |
| 第6回 （2007年）  | 棚橋弘至&金本浩二 | 棚橋弘至&金本浩二、永田裕志&中西学、飯塚高史&山本尚史、蝶野正洋&曙、後藤洋央紀&ミラノコレクションA.T.、真壁刀義&矢野通、邪道&外道、ジャイアント・バーナード&トラヴィス・トムコ |
| 第6回 （2007年）  | 16選手8組による1ブロック・リーグ戦で開催 タッグ2冠達成。 | |
| 第7回 （2008年）  | 天山広吉&小島聡 | A：天山広吉&小島聡、中邑真輔&後藤洋央紀、井上亘&金本浩二、ミラノコレクションA.T.&石狩太一、ジャイアント・バーナード&リック・フーラー B：中西学&吉江豊、真壁刀義&矢野通、永田裕志&平澤光秀、裕次郎&内藤哲也、ネグロ・カサス&ロッキー・ロメロ                                                                                   |
| 第7回 （2008年）  | 真壁刀義&矢野通 | A：天山広吉&小島聡、中邑真輔&後藤洋央紀、井上亘&金本浩二、ミラノコレクションA.T.&石狩太一、ジャイアント・バーナード&リック・フーラー B：中西学&吉江豊、真壁刀義&矢野通、永田裕志&平澤光秀、裕次郎&内藤哲也、ネグロ・カサス&ロッキー・ロメロ                                                                                   |
| 第7回 （2008年）  | 20選手10組による2ブロック・リーグ戦＋決勝トーナメントで開催 全日本プロレスの世界最強タッグ決定リーグ戦に優勝し、初のメジャーW優勝を飾る。                                                   | |
| 第8回 （2009年）  | ジャイアント・バーナード&カール・アンダーソン | A：永田裕志&井上亘、中西学&大森隆男、後藤洋央紀&岡田かずちか、中邑真輔&矢野通、田中将斗&石井智宏 B：ジャイアント・バーナード&カール・アンダーソン、蝶野正洋&AKIRA、真壁刀義&本間朋晃、邪道&外道、田口隆祐&プリンス・デヴィット                                                                                                |
| 第8回 （2009年）  | 田口隆祐&プリンス・デヴィット | A：永田裕志&井上亘、中西学&大森隆男、後藤洋央紀&岡田かずちか、中邑真輔&矢野通、田中将斗&石井智宏 B：ジャイアント・バーナード&カール・アンダーソン、蝶野正洋&AKIRA、真壁刀義&本間朋晃、邪道&外道、田口隆祐&プリンス・デヴィット                                                                                                |
| 第8回 （2009年）  | 20選手10組による2ブロック・リーグ戦＋決勝トーナメントで開催 バーナード組が初の全勝優勝を飾った。                                                                                            | |
| 第9回 （2010年）  | 永田裕志&井上亘 | A：永田裕志&井上亘、中西学&ストロングマン、真壁刀義&本間朋晃、後藤洋央紀&タマ・トンガ、田中将斗&石井智宏、スーパー・ストロング・マシン&キング・ファレ B：ジャイアント・バーナード&カール・アンダーソン、棚橋弘至&TAJIRI、中邑真輔&ダニエル・ピューダー、飯塚高史&矢野通、高橋裕二郎&内藤哲也、エル・テリブレ&テハノ・ジュニア |
| 第9回 （2010年）  | 高橋裕二郎&内藤哲也 | A：永田裕志&井上亘、中西学&ストロングマン、真壁刀義&本間朋晃、後藤洋央紀&タマ・トンガ、田中将斗&石井智宏、スーパー・ストロング・マシン&キング・ファレ B：ジャイアント・バーナード&カール・アンダーソン、棚橋弘至&TAJIRI、中邑真輔&ダニエル・ピューダー、飯塚高史&矢野通、高橋裕二郎&内藤哲也、エル・テリブレ&テハノ・ジュニア |
| 第9回 （2010年）  | 24選手12組による2ブロック・リーグ戦＋決勝トーナメントで開催 なお、ジュニアヘビーの選手はこの大会直後に行われる「J SPORTS CROWN 〜SUPER J TAG LEAGUE〜」に出場する為、エントリーしていない。 | |
| 第10回 （2011年） | 鈴木みのる&ランス・アーチャー | A：ジャイアント・バーナード&カール・アンダーソン、永田裕志&キング・ファレ、内藤哲也&本間朋晃、田中将斗&高橋裕二郎、ストロングマン&タマ・トンガ、鈴木みのる&ランス・アーチャー B：棚橋弘至&後藤洋央紀、真壁刀義&小島聡、天山広吉&井上亘、中邑真輔&矢野通、飯塚高史&ヒデオ・サイトー、石井智宏&ドン・フジイ                     |
| 第10回 （2011年） | ジャイアント・バーナード&カール・アンダーソン | A：ジャイアント・バーナード&カール・アンダーソン、永田裕志&キング・ファレ、内藤哲也&本間朋晃、田中将斗&高橋裕二郎、ストロングマン&タマ・トンガ、鈴木みのる&ランス・アーチャー B：棚橋弘至&後藤洋央紀、真壁刀義&小島聡、天山広吉&井上亘、中邑真輔&矢野通、飯塚高史&ヒデオ・サイトー、石井智宏&ドン・フジイ                     |
| 第10回 （2011年） | 24選手12組による2ブロック・リーグ戦＋決勝トーナメントで開催 この年を最後に「G1 TAG LEAGUE」は終了。                                                                                         | |

### WORLD TAG LEAGUE
| 回                | 優勝者 準優勝者 | 出場者 |
| ----------------- | --- | --- |
| 第1回 （2012年）  | 後藤洋央紀&カール・アンダーソン | A：棚橋弘至&キャプテン・ニュージャパン、真壁刀義&井上亘、後藤洋央紀&カール・アンダーソン、永田裕志&望月成晃、中邑真輔&石井智宏、オカダ・カズチカ&YOSHI-HASHI、鈴木みのる&真霜拳號 B：天山広吉&小島聡、中西学&ストロングマン、MVP&シェルトン・ベンジャミン、ルーシュ&ディアマンテ・アスル、矢野通&飯塚高史、田中将斗&高橋裕二郎、ランス・アーチャー&デイビーボーイ・スミスJr.                                                                                     |
| 第1回 （2012年）  | ランス・アーチャー&デイビーボーイ・スミスJr. | A：棚橋弘至&キャプテン・ニュージャパン、真壁刀義&井上亘、後藤洋央紀&カール・アンダーソン、永田裕志&望月成晃、中邑真輔&石井智宏、オカダ・カズチカ&YOSHI-HASHI、鈴木みのる&真霜拳號 B：天山広吉&小島聡、中西学&ストロングマン、MVP&シェルトン・ベンジャミン、ルーシュ&ディアマンテ・アスル、矢野通&飯塚高史、田中将斗&高橋裕二郎、ランス・アーチャー&デイビーボーイ・スミスJr.                                                                                     |
| 第1回 （2012年）  | この年から「WORLD TAG LEAGUE」として改めて第1回として開催 28選手14組による2ブロック・リーグ戦＋決勝トーナメントで開催。最終戦（優勝決定戦）は東京から地方開催（この年は愛知県）に変更された。 | |
| 第2回 （2013年）  | カール・アンダーソン&ドク・ギャローズ | A：棚橋弘至&キャプテン・ニュージャパン、真壁刀義&本間朋晃、中西学&ストロングマン、中邑真輔&石井智宏、田中将斗&高橋裕二郎、ランス・アーチャー&デイビーボーイ・スミスJr.、プリンス・デヴィット&バッドラック・ファレ B：天山広吉&小島聡、内藤哲也&ラ・ソンブラ、オカダ・カズチカ&YOSHI-HASHI、矢野通&飯塚高史、鈴木みのる&シェルトン・X・ベンジャミン、カール・アンダーソン&ドク・ギャローズ、ロブ・コンウェイ&ジャックス・ダン                                     |
| 第2回 （2013年）  | 天山広吉&小島聡 | A：棚橋弘至&キャプテン・ニュージャパン、真壁刀義&本間朋晃、中西学&ストロングマン、中邑真輔&石井智宏、田中将斗&高橋裕二郎、ランス・アーチャー&デイビーボーイ・スミスJr.、プリンス・デヴィット&バッドラック・ファレ B：天山広吉&小島聡、内藤哲也&ラ・ソンブラ、オカダ・カズチカ&YOSHI-HASHI、矢野通&飯塚高史、鈴木みのる&シェルトン・X・ベンジャミン、カール・アンダーソン&ドク・ギャローズ、ロブ・コンウェイ&ジャックス・ダン                                     |
| 第2回 （2013年）  | 28選手14組による2ブロックリーグ戦+決勝トーナメントで開催。昨年と同じく愛知県での開催となった。。                                                                                              | |
| 第3回 （2014年）  | 後藤洋央紀&柴田勝頼 | A：棚橋弘至&ヨシタツ、小島聡&天山広吉、内藤哲也&ラ・ソンブラ、オカダ・カズチカ&YOSHI-HASHI、AJスタイルズ&高橋裕二郎、カール・アンダーソン&ドク・ギャローズ、ロブ・コンウェイ&ジャックス・ダン、マット・ターバン&マイケル・ベネット B：真壁刀義&本間朋晃、永田裕志&中西学、後藤洋央紀&柴田勝頼、中邑真輔&石井智宏、矢野通&桜庭和志、鈴木みのる&飯塚高史、ランス・アーチャー&デイビーボーイ・スミスJr.、バッドラック・ファレ&タマ・トンガ                          |
| 第3回 （2014年）  | カール・アンダーソン&ドク・ギャローズ | A：棚橋弘至&ヨシタツ、小島聡&天山広吉、内藤哲也&ラ・ソンブラ、オカダ・カズチカ&YOSHI-HASHI、AJスタイルズ&高橋裕二郎、カール・アンダーソン&ドク・ギャローズ、ロブ・コンウェイ&ジャックス・ダン、マット・ターバン&マイケル・ベネット B：真壁刀義&本間朋晃、永田裕志&中西学、後藤洋央紀&柴田勝頼、中邑真輔&石井智宏、矢野通&桜庭和志、鈴木みのる&飯塚高史、ランス・アーチャー&デイビーボーイ・スミスJr.、バッドラック・ファレ&タマ・トンガ                          |
| 第3回 （2014年）  | 32選手16組による2ブロックリーグ戦+決勝戦で開催。最終戦は3年連続で愛知県での開催となった。 | |
| 第4回 （2015年）  | 真壁刀義&本間朋晃 | A：棚橋弘至&マイケル・エルガン、真壁刀義&本間朋晃、永田裕志&中西学、オカダ・カズチカ&YOSHI-HASHI、矢野通&桜庭和志、バッドラック・ファレ&タマ・トンガ、クリストファー・ダニエルズ&フランキー・カザリアン B：後藤洋央紀&柴田勝頼、小島聡&天山広吉、内藤哲也&EVIL、中邑真輔&石井智宏、AJスタイルズ&高橋裕二郎、カール・アンダーソン&ドク・ギャローズ、マット・ターバン&マイケル・ベネット                                                                           |
| 第4回 （2015年）  | 内藤哲也&EVIL | A：棚橋弘至&マイケル・エルガン、真壁刀義&本間朋晃、永田裕志&中西学、オカダ・カズチカ&YOSHI-HASHI、矢野通&桜庭和志、バッドラック・ファレ&タマ・トンガ、クリストファー・ダニエルズ&フランキー・カザリアン B：後藤洋央紀&柴田勝頼、小島聡&天山広吉、内藤哲也&EVIL、中邑真輔&石井智宏、AJスタイルズ&高橋裕二郎、カール・アンダーソン&ドク・ギャローズ、マット・ターバン&マイケル・ベネット                                                                           |
| 第4回 （2015年）  | 28選手14組による2ブロックリーグ戦+決勝戦で開催。最終戦は宮城県開催となった。 | |
| 第5回 （2016年）  | 真壁刀義&本間朋晃 | A：棚橋弘至&ジュース・ロビンソン、天山広吉&小島聡、中西学&ヘナーレ、ハンソン&レイモンド・ロウ、ブライアン・ブレイカー&リーランド・レイス、タマ・トンガ&タンガ・ロア、高橋裕二郎&ハングマン・ペイジ、内藤哲也&ルーシュ B：真壁刀義&本間朋晃、柴田勝頼&永田裕志、オカダ・カズチカ&YOSHI-HASHI、後藤洋央紀&石井智宏、ヨシタツ&ビリー・ガン、ケニー・オメガ&チェーズ・オーエンズ、バッドラック・ファレ&BONE SOLDIER、SANADA&EVIL                                     |
| 第5回 （2016年）  | タマ・トンガ&タンガ・ロア | A：棚橋弘至&ジュース・ロビンソン、天山広吉&小島聡、中西学&ヘナーレ、ハンソン&レイモンド・ロウ、ブライアン・ブレイカー&リーランド・レイス、タマ・トンガ&タンガ・ロア、高橋裕二郎&ハングマン・ペイジ、内藤哲也&ルーシュ B：真壁刀義&本間朋晃、柴田勝頼&永田裕志、オカダ・カズチカ&YOSHI-HASHI、後藤洋央紀&石井智宏、ヨシタツ&ビリー・ガン、ケニー・オメガ&チェーズ・オーエンズ、バッドラック・ファレ&BONE SOLDIER、SANADA&EVIL                                     |
| 第5回 （2016年）  | 32選手16組による2ブロックリーグ戦+決勝戦で開催。昨年と同じく最終戦は宮城で開催された。 | |
| 第6回 （2017年）  | SANADA&EVIL | A：天山広吉&小島聡、永田裕志&中西学、ジュース・ロビンソン&サミ・キャラハン、後藤洋央紀&YOSHI-HASHI、バッドラック・ファレ&チェーズ・オーエンズ、ハングマン・ペイジ&高橋裕二郎、鈴木みのる&飯塚高史、SANADA&EVIL B：真壁刀義&ヘナーレ、マイケル・エルガン&ジェフ・コブ、デビッド・フィンレー&北村克哉、ハンソン&レイモンド・ロウ、石井智宏&矢野通、バレッタ&チャッキーT、タマ・トンガ&タンガ・ロア、ランス・アーチャー&デイビーボーイ・スミスJr.                   |
| 第6回 （2017年）  | タマ・トンガ&タンガ・ロア | A：天山広吉&小島聡、永田裕志&中西学、ジュース・ロビンソン&サミ・キャラハン、後藤洋央紀&YOSHI-HASHI、バッドラック・ファレ&チェーズ・オーエンズ、ハングマン・ペイジ&高橋裕二郎、鈴木みのる&飯塚高史、SANADA&EVIL B：真壁刀義&ヘナーレ、マイケル・エルガン&ジェフ・コブ、デビッド・フィンレー&北村克哉、ハンソン&レイモンド・ロウ、石井智宏&矢野通、バレッタ&チャッキーT、タマ・トンガ&タンガ・ロア、ランス・アーチャー&デイビーボーイ・スミスJr.                   |
| 第6回 （2017年）  | 32選手16組による2ブロックリーグ戦+決勝戦で開催。最終戦は福岡国際センターで行われた。 | |
| 第7回 （2018年）  | SANADA&EVIL | 真壁刀義&ヘナーレ、天山広吉&小島聡、永田裕志&中西学、吉田綾斗&海野翔太、ジュース・ロビンソン&デビッド・フィンレー、マイケル・エルガン&ジェフ・コブ、石井智宏&矢野通、バレッタ&チャッキーT、ハングマン・ペイジ&高橋裕二郎、タマ・トンガ&タンガ・ロア、鈴木みのる&飯塚高史、ランス・アーチャー&デイビーボーイ・スミスJr.、ザック・セイバーJr.&タイチ、EVIL&SANADA                                                                                                  |
| 第7回 （2018年）  | タマ・トンガ&タンガ・ロア | 真壁刀義&ヘナーレ、天山広吉&小島聡、永田裕志&中西学、吉田綾斗&海野翔太、ジュース・ロビンソン&デビッド・フィンレー、マイケル・エルガン&ジェフ・コブ、石井智宏&矢野通、バレッタ&チャッキーT、ハングマン・ペイジ&高橋裕二郎、タマ・トンガ&タンガ・ロア、鈴木みのる&飯塚高史、ランス・アーチャー&デイビーボーイ・スミスJr.、ザック・セイバーJr.&タイチ、EVIL&SANADA                                                                                                  |
| 第7回 （2018年）  | 28選手14組による1ブロックリーグ戦+決勝戦で開催。最終戦は岩手産業文化センター。 | |
| 第8回 （2019年）  | ジュース・ロビンソン&デビッド・フィンレー | 棚橋弘至&トーア・ヘナーレ、真壁刀義&本間朋晃、天山広吉&小島聡、永田裕志&中西学、ジュース・ロビンソン&デビッド・フィンレー、後藤洋央紀&カール・フレドリックス、石井智宏&YOSHI-HASHI、矢野通&コルト・カバナ、ジェフ・コブ&マイキー・ニコルス、EVIL&SANADA、鷹木信悟&テリブレ、鈴木みのる&ランス・アーチャー、ザック・セイバーJr.&タイチ、タマ・トンガ&タンガ・ロア、KENTA&高橋裕二郎、バッドラック・ファレ&チェーズ・オーエンズ                                    |
| 第8回 （2019年）  | EVIL&SANADA | 棚橋弘至&トーア・ヘナーレ、真壁刀義&本間朋晃、天山広吉&小島聡、永田裕志&中西学、ジュース・ロビンソン&デビッド・フィンレー、後藤洋央紀&カール・フレドリックス、石井智宏&YOSHI-HASHI、矢野通&コルト・カバナ、ジェフ・コブ&マイキー・ニコルス、EVIL&SANADA、鷹木信悟&テリブレ、鈴木みのる&ランス・アーチャー、ザック・セイバーJr.&タイチ、タマ・トンガ&タンガ・ロア、KENTA&高橋裕二郎、バッドラック・ファレ&チェーズ・オーエンズ                                    |
| 第8回 （2019年）  | 32選手16組による1ブロックリーグ戦で開催。優勝決定戦は行わず、リーグ戦の得点で優勝を決めることとなった。最終戦は広島グリーンアリーナ。                                                         | |
| 第9回 （2020年）  | タマ・トンガ&タンガ・ロア | 棚橋弘至&トーア・ヘナーレ、ジュース・ロビンソン&デビッド・フィンレー、後藤洋央紀&YOSHI-HASHI、石井智宏&矢野通、鷹木信悟&SANADA、タイチ&ザック・セイバーJr.、タマ・トンガ&タンガ・ロア、EVIL&高橋裕二郎、バッドラック・ファレ&チェーズ・オーエンズ、グレート-O-カーン&ジェフ・コブ |
| 第9回 （2020年）  | ジュース・ロビンソン&デビッド・フィンレー | 棚橋弘至&トーア・ヘナーレ、ジュース・ロビンソン&デビッド・フィンレー、後藤洋央紀&YOSHI-HASHI、石井智宏&矢野通、鷹木信悟&SANADA、タイチ&ザック・セイバーJr.、タマ・トンガ&タンガ・ロア、EVIL&高橋裕二郎、バッドラック・ファレ&チェーズ・オーエンズ、グレート-O-カーン&ジェフ・コブ |
| 第9回 （2020年）  | 20選手10組による1ブロックリーグ戦で開催。優勝決定戦は12・11日本武道館。 第27回代替BEST OF THE SUPER Jr.と併催。                                                                               | |
| 第10回 （2021年） | 後藤洋央紀&YOSHI-HASHI | 棚橋弘至&矢野通、真壁刀義&本間朋晃、天山広吉&小島聡、永田裕志& タイガーマスク、後藤洋央紀&YOSHI-HASHI、内藤哲也&SANADA、タイチ&ザック・セイバーJr.、鈴木みのる&TAKAみちのく、グレート-O-カーン&アーロン・ヘナーレ、タマ・トンガ&タンガ・ロア、EVIL&高橋裕二郎、バッドラック・ファレ&チェーズ・オーエンズ |
| 第10回 （2021年） | EVIL&高橋裕二郎 | 棚橋弘至&矢野通、真壁刀義&本間朋晃、天山広吉&小島聡、永田裕志& タイガーマスク、後藤洋央紀&YOSHI-HASHI、内藤哲也&SANADA、タイチ&ザック・セイバーJr.、鈴木みのる&TAKAみちのく、グレート-O-カーン&アーロン・ヘナーレ、タマ・トンガ&タンガ・ロア、EVIL&高橋裕二郎、バッドラック・ファレ&チェーズ・オーエンズ |
| 第10回 （2021年） | 24選手12組による1ブロックリーグ戦で開催。優勝決定戦は12・15両国国技館。 第28回BEST OF THE SUPER Jr.と併催。                                                                                   | |
| 第11回 （2022年） | 後藤洋央紀&YOSHI-HASHI | 棚橋弘至&矢野通、後藤洋央紀&YOSHI-HASHI、アレックス・コグリン&ゲイブリエル・キッド、内藤哲也&SANADA、グレート-O-カーン&アーロン・ヘナーレ、マーク・デイビス&カイル・フレッチャー、マイキー・ニコルス&シェイン・ヘイスト、鈴木みのる&ランス・アーチャー、バッドラック・ファレ&チェーズ・オーエンズ、EVIL&高橋裕二郎 |
| 第11回 （2022年） | マーク・デイビス&カイル・フレッチャー | 棚橋弘至&矢野通、後藤洋央紀&YOSHI-HASHI、アレックス・コグリン&ゲイブリエル・キッド、内藤哲也&SANADA、グレート-O-カーン&アーロン・ヘナーレ、マーク・デイビス&カイル・フレッチャー、マイキー・ニコルス&シェイン・ヘイスト、鈴木みのる&ランス・アーチャー、バッドラック・ファレ&チェーズ・オーエンズ、EVIL&高橋裕二郎 |
| 第11回 （2022年） | 20選手10組による1ブロックリーグ戦で開催。優勝決定戦は12・14仙台サンプラザ。 SUPER Jr. TAG LEAGUEと併催。                                                                                      | |
| 第12回 （2023年） | 後藤洋央紀&YOSHI-HASHI | A：海野翔太&成田蓮、石井智宏&矢野通、グレート-O-カーン&HENARE、マイキー・ニコルス&シェイン・ヘイスト、アレックス・コグリン&ゲイブ・キッド、EVIL&高橋裕二郎、清宮海斗&大岩陵平、ビショップ・カーン&トーア・リオナ B：後藤洋央紀&YOSHI-HASHI、永田裕志&鈴木みのる、ヒクレオ&エル・ファンタズモ、タイチ&上村優也、辻陽太&サンドカンJr.、アトランティス・ジュニア&ソベラーノ・ジュニア、ランス・アーチャー&アレックス・ゼイン、バッドラック・ファレ&ジャック・ボンザ |
| 第12回 （2023年） | ヒクレオ&エル・ファンタズモ | A：海野翔太&成田蓮、石井智宏&矢野通、グレート-O-カーン&HENARE、マイキー・ニコルス&シェイン・ヘイスト、アレックス・コグリン&ゲイブ・キッド、EVIL&高橋裕二郎、清宮海斗&大岩陵平、ビショップ・カーン&トーア・リオナ B：後藤洋央紀&YOSHI-HASHI、永田裕志&鈴木みのる、ヒクレオ&エル・ファンタズモ、タイチ&上村優也、辻陽太&サンドカンJr.、アトランティス・ジュニア&ソベラーノ・ジュニア、ランス・アーチャー&アレックス・ゼイン、バッドラック・ファレ&ジャック・ボンザ |
| 第12回 （2023年） | 32選手16組による2ブロックリーグ＋決勝トーナメントで開催。2ブロック制は第6回以来6年ぶり、決勝トーナメントは第2回以来10年ぶりの開催となった。優勝決定戦は12・10グランメッセ熊本。               | |
| 第13回 （2024年） | 内藤哲也&高橋ヒロム | A：後藤洋央紀&YOSHI-HASHI、海野翔太&本間朋晃、アレックス・ゼイン&田口隆祐、鷹木信悟&辻陽太、ザック・セイバーJr.&大岩陵平、ジェフ・コブ&カラム・ニューマン、ゲイブ・キッド&SANADA、KENTA&チェーズ・オーエンズ B：棚橋弘至&邪道、矢野通&ボルチン・オレッグ、内藤哲也&高橋ヒロム、タイチ&TAKAみちのく、マイキー・ニコルス&シェイン・ヘイスト、グレート-O-カーン&HENARE、トム・フィリップ&スティービー・フィリップ、EVIL&成田蓮                                      |
| 第13回 （2024年） | ゲイブ・キッド&SANADA | A：後藤洋央紀&YOSHI-HASHI、海野翔太&本間朋晃、アレックス・ゼイン&田口隆祐、鷹木信悟&辻陽太、ザック・セイバーJr.&大岩陵平、ジェフ・コブ&カラム・ニューマン、ゲイブ・キッド&SANADA、KENTA&チェーズ・オーエンズ B：棚橋弘至&邪道、矢野通&ボルチン・オレッグ、内藤哲也&高橋ヒロム、タイチ&TAKAみちのく、マイキー・ニコルス&シェイン・ヘイスト、グレート-O-カーン&HENARE、トム・フィリップ&スティービー・フィリップ、EVIL&成田蓮                                      |
| 第13回 （2024年） | 32選手16組による2ブロックリーグ戦で開催。開幕は足利、優勝戦は12・8グランメッセ熊本。 | |